# Гусаковка
Гусаковка (каз. Гусаковка) — село в Айыртауском районе Северо-Казахстанской области Казахстана. Административный центр Гусаковского сельского округа. Код КАТО — 593239100.

## Население
В 1999 году население села составляло 1238 человек (609 мужчин и 629 женщин). По данным переписи 2009 года, в селе проживало 812 человек (409 мужчин и 403 женщины).